# キーファー・サイクス
キーファー・サイクス（Keifer Sykes, 1993年12月30日 - ）は、アメリカ合衆国・イリノイ州シカゴ出身のプロバスケットボール選手。ポジションはポイントガード。

## 経歴

### 高校・大学
イリノイ州シカゴで生まれ、ジョン・マーシャル・メトロポリタン高校でプレーし、シカゴのパブリック高校のリーグで、2nd チームに選ばれている。2011年にウィスコンシン大学グリーンベイ校に進んだ。
初年度となる2011-12のNCAAディビジョンIのシーズンから、すぐにスターターに選ばれ、1試合平均、11.2 得点、3.3 アシストの成績を残し、ホライゾンリーグのオール新人チームに選ばれた。
2年時には、成績を平均15.9得点、4.3アシストに伸ばし、オール・ホライゾンリーグ・ファーストチームに選ばれた。
NCAAディビジョンIの2013–14シーズン開始前に、ボブ・クージー賞にノミネートされた。チームは、レギュラーシーズンを24勝–5敗の成績で、ホライゾンリーグ首位で終え、オール・カンファレンス・ファースト・チーム及び、ホライゾンリーグ最優秀選手に選ばれた。
2015年2月26日、キャリアハイとなる36 得点を対UIC戦で挙げ、キャリア 2,000 得点を超えた。2015年もホライゾンリーグ最優秀選手に選ばれ、オール・アメリカンチームに選ばれた。

### NBA・プロ
2015年、NBAサマーリーグにクリーブランド・キャバリアーズから参加し、9月28日、サンアントニオ・スパーズとトレーニングキャンプ参加契約を結んだ。
2015年10月21日、スパーズはプレシーズンゲームを1試合残した時点で、トレーニングキャンプ契約のサイクスと、ジマー・フレデッテ、ユッスー・ンドゥイ、デショーン・トーマスの4選手をウェイブした。10月30日にDリーグのオースティン・スパーズと契約を結んだ.。
2016年7月のNBAサマーリーグはゴールデンステート・ウォリアーズの一員として参加。その後同月のKBLのドラフトで、安養KGC人参公社から指名を受け、契約した。
2021-22シーズン開幕前にインディアナ・ペイサーズのトレーニングキャンプに参加するも、開幕戦に解雇。その後傘下のフォートウェイン・マッドアンツに送られてプレー。2021年12月27日にペイサーズと契約した。

## 脚註
1. ↑  Koob, Dan (2013年12月21日). “Family First: Keifer Sykes”. jrn.com. 2014年3月2日閲覧。
2. ↑  Henricksen, Joe (2010年9月24日). “Keifer Sykes headed to UW-Green Bay”. Chicago Sun-Times. 2014年3月2日閲覧。
3. ↑  Potter, Bill (2012年2月27日). “Horizon League Announces Men's Basketball Award Winners”. Horizon League. 2014年3月2日閲覧。
4. ↑  Potter, Bill (2013年3月4日). “McCallum Leads Men's Basketball Award Winners”. Horizon League. 2014年3月2日閲覧。
5. ↑  “Sykes Named to Bob Cousy Award Watch List”. Green Bay Phoenix (2013年10月22日). 2014年3月2日閲覧。
6. ↑  “Green Bay holds on to beat Virginia 75-72”. ESPN.com (2013年12月7日). 2014年3月2日閲覧。
7. ↑  Potter, Bill (2014年3月3日). “2014 #HLMBB Award Winners Announced”. Horizon League 2014年3月3日閲覧。 {{cite news}}: |publisher=では太字とイタリック体は使えません。 (説明)⚠
8. ↑  “Phoenix Keifer Sykes crosses the 2,000 mark”.   wbay2.com (2015年2月27日). 2015年3月1日閲覧。
9. ↑  “Sykes named AP honorable mention All-American”.  WLUK-TV. 2015年3月31日閲覧。
10. ↑  “Cavs Announce 2015 Samsung NBA Summer League Roster”. NBA.com. (2015年7月7日) 2015年9月28日閲覧。
11. ↑  “SPURS ANNOUNCE 2015-16 TRAINING CAMP ROSTER”. NBA.com. (2015年9月28日) 2015年9月28日閲覧。
12. ↑  “Fredette, Ndoye, Sykes, and Thomas waived by Spurs”.   POUNDING THE ROCK (2015年10月21日). 2015年10月22日閲覧。
13. ↑  “AUSTIN SPURS ANNOUNCE 2015 RETURNING PLAYERS AND TRAINING CAMP INVITEES”. NBA.com (2015年10月30日). 2015年10月30日閲覧。
14. ↑  Terrico White, Michael Efevberha, Keifer Sykes selected in KBL draft. Korea checks hit $250,000, but it's cutthroat.
15. ↑  “Pacers Waive Wanamaker, Sign Sykes” (英語). Indiana Pacers (2021年12月27日). 2021年12月28日閲覧。
16. ↑  “Pacers to waive Brad Wanamaker, sign Keifer Sykes”.   Sportando (2021年12月27日). 2021年12月28日閲覧。